# 胡朋
胡朋（1916年—2004年），原名初韫诚（初韫成），女，山东莱阳人，中国电影、话剧表演艺术家，北京电影制片厂演员，第三届全国人大代表。

## 家庭
丈夫胡可。女儿胡健。